# Флегель, Эрна
Эрна Флегель (нем. Erna Flegel; 11 июля 1911, Киль, Королевство Пруссия — 16 февраля 2006, Мёльн, Шлезвиг-Гольштейн) — немецкая медсестра, в апреле 1945 работавшая в Фюрербункере.

## Биография
Родилась 11 июля 1911 года.
С января 1943 служила медсестрой при Гитлере, прежде работая с доктором Хаазе в госпитале Гумбольдтского университета. Была переведена немецким Красным Крестом в бункер в конце апреля 1945, работала на станции скорой помощи в подвале Рейхсканцелярии; вместе с Хаазе и доктором Шенком встречалась с фюрером, желавшим отблагодарить медиков за их работу в последние дни штурма Берлина. 2 мая 1945 была арестована советскими войсками вместе с дантистом Гельмутом Кунцем и другой медсестрой Лизелоттой Червинской; допрашивалась советскими, а позднее и американскими оккупационными властями, и оставалась в неизвестности до 1977 года, когда были рассекречены материалы о её допросах. Позже журналисты СМИ нашли дом инвалидов, где она к тому времени проживала.
Скончалась на 95-м году жизни 16 февраля 2006 года.
В фильме немецкого режиссёра Оливера Хиршбигеля «Бункер» роль Эрны Флегель сыграла российская актриса Елизавета Боярская.